# جيمي سوميرفيل
جيمي سوميرفيل (بالإنجليزية: Jimmy Somerville) (و. 1961  م) هو مغني، وكاتب أغاني، وشاعر غنائي بريطاني، ولد في غلاسكو، يستخدم آلات غناء، وسنثسيزر، وغيتار البيس، وقيثارة، وكيبورد موسيقى ‏، بدأ مشواره المهني سنة 1983.

## وصلات خارجية
- جيمي سوميرفيل على موقع IMDb (الإنجليزية)
- جيمي سوميرفيل على موقع ميوزك برينز (الإنجليزية)
- جيمي سوميرفيل على موقع أول ميوزيك (الإنجليزية)
- جيمي سوميرفيل على موقع ديسكوغز (الإنجليزية)
- جيمي سوميرفيل على موقع قاعدة بيانات الفيلم (الإنجليزية)

- جيمي سوميرفيل في قاعدة بيانات الأفلام على الإنترنت